# 江別市の教育
江別市の教育（えべつしのきょういく）は、北海道江別市の教育についての概略。

## 教育機関の一覧
江別市の教育機関は以下の通りである。

### 大学
私立
- 酪農学園大学
- 札幌学院大学
- 北海道情報大学
- 北翔大学

### 短期大学
私立
- 北翔大学短期大学部

### 専修学校
- 北海道農業協同組合学校（JAカレッジ）

### 高等学校
道立
- 北海道江別高等学校
- 北海道野幌高等学校
- 北海道大麻高等学校

私立
- 酪農学園大学附属とわの森三愛高等学校
- 立命館慶祥高等学校

### 中学校
市立
- 江別市立江別第一中学校
- 江別市立江別第二中学校
- 江別市立江別第三中学校
- 江別市立野幌中学校
- 江別市立大麻東中学校
- 江別市立大麻中学校
- 江別市立江陽中学校
- 江別市立中央中学校

私立
- 立命館慶祥中学校

### 小学校
市立
- 江別市立江別第一小学校
- 江別市立江別第二小学校
- 江別市立豊幌小学校
- 江別市立江別太小学校
- 江別市立大麻小学校
- 江別市立対雁小学校
- 江別市立野幌小学校（特認校）
- 江別市立東野幌小学校
- 江別市立大麻東小学校
- 江別市立大麻西小学校
- 江別市立中央小学校
- 江別市立大麻泉小学校
- 江別市立野幌若葉小学校
- 江別市立北光小学校
- 江別市立文京台小学校
- 江別市立いずみ野小学校
- 江別市立上江別小学校

### 幼児教育

#### 保育所
- 東光保育園（公立）
- やよい保育園（公立）
- よつば保育園（公立）
- あかしや保育園
- つくし保育園
- 誠染保育園
- 愛保育園
- わかば保育園

小規模保育施設
- ニチイキッズえべつ駅前保育園
- わくわく中央保育園
- ふくろうの森
- ぞうさんハウス

事業所内保育施設
- 結いの家保育園
- コープさっぽろ保育園白樺aurinko

家庭的保育施設
- きみのいえ家庭的保育園

#### 幼稚園
- 江別大谷幼稚園
- 上江別幼稚園
- 江別あかしや幼稚園
- のっぽろ幼稚園
- 元野幌めぐみ幼稚園
- 大麻藤幼稚園
- 大麻ひかり幼稚園
- 第2大麻幼稚園

認定こども園
- あすかの森認定こども園
- おおあさ認定こども園
- 認定こども園あけぼの
- 認定こども園大麻幼稚園・まんまる保育園
- 認定こども園元江別わかば幼稚園
- 認定こども園若葉幼稚園

### 学校教育以外の施設
- 北海道消防学校
- 杜の美江別自動車学校
- 大麻ドライビングスクール

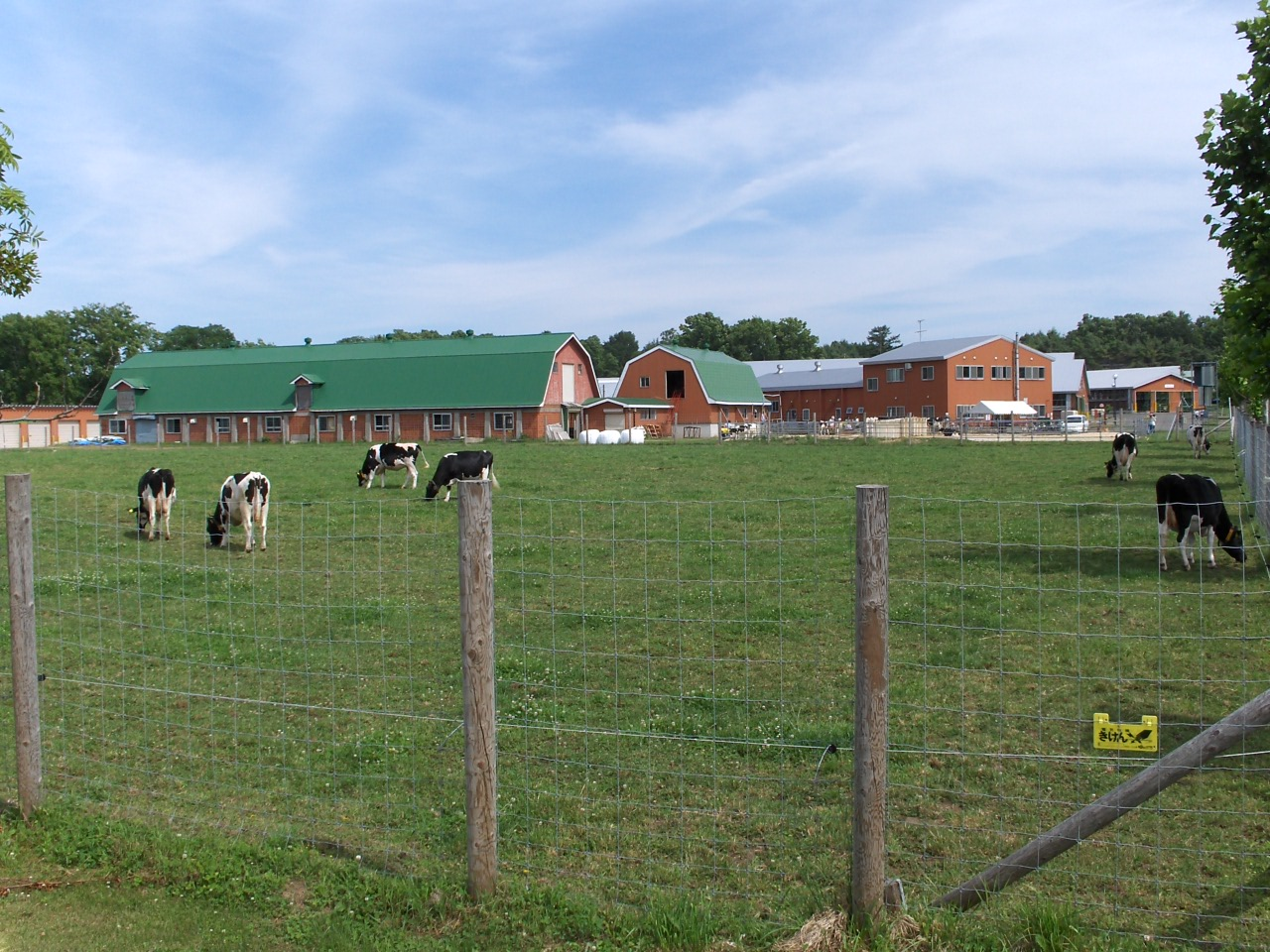
酪農学園大学
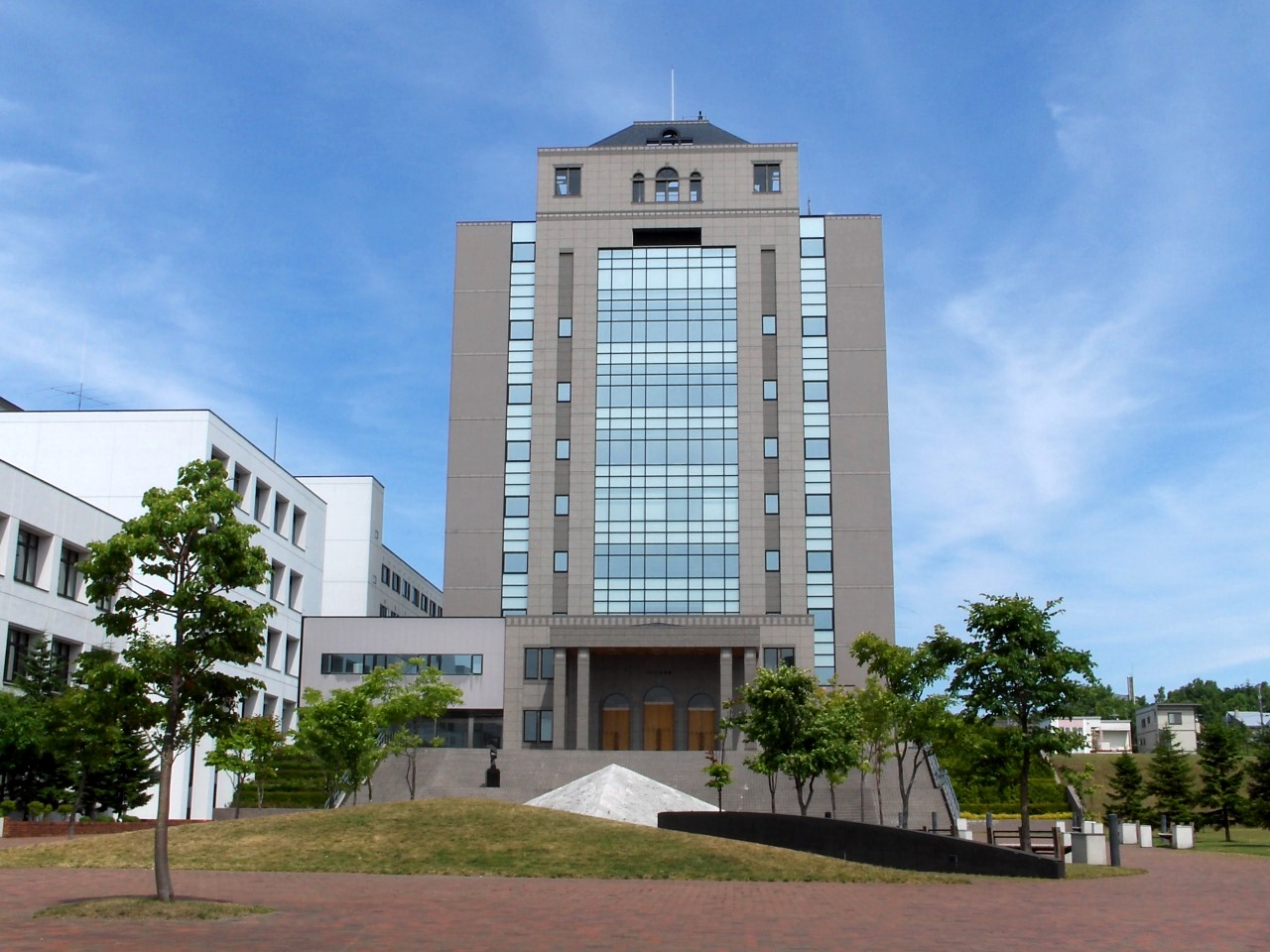
札幌学院大学
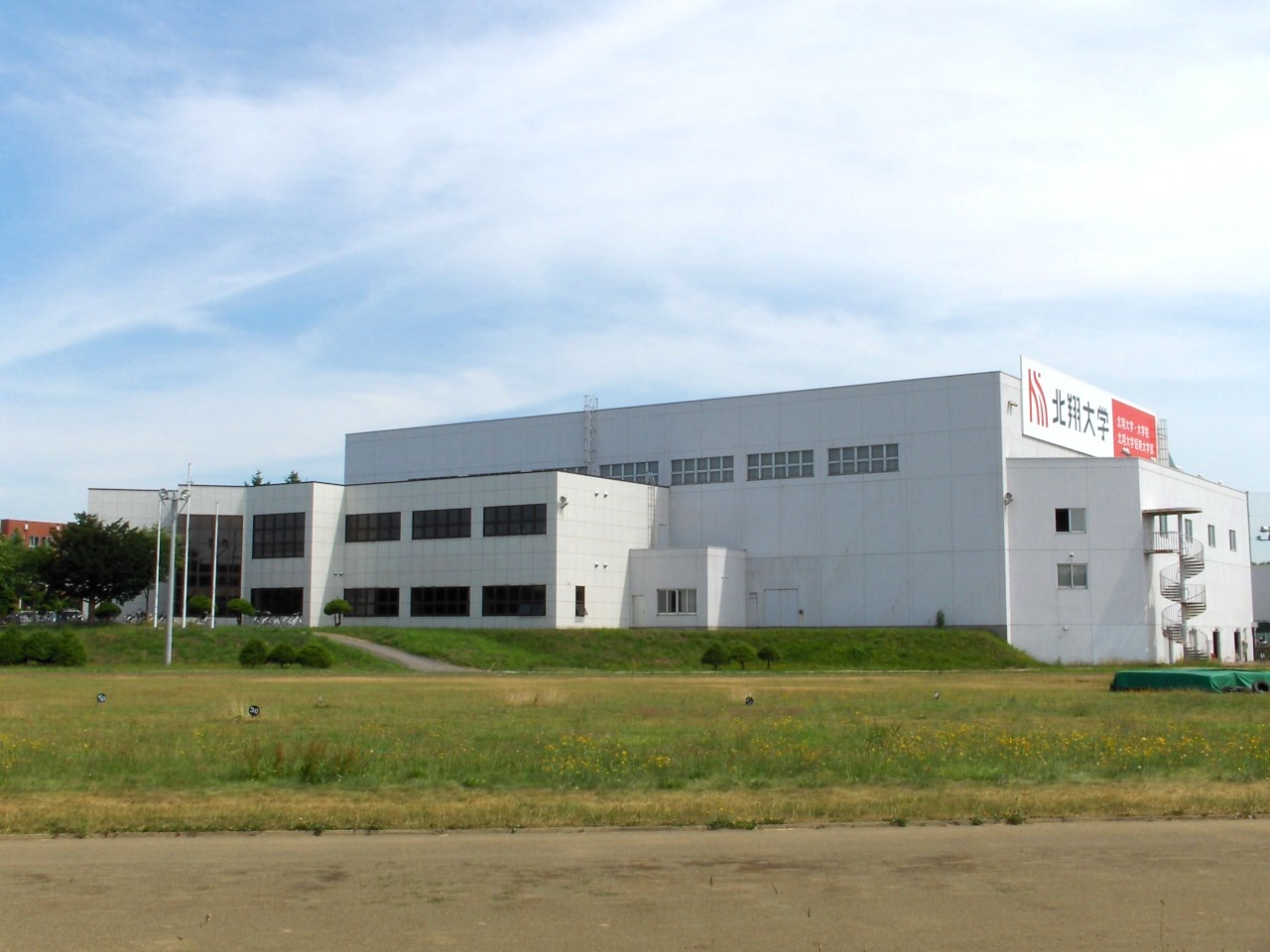
北翔大学
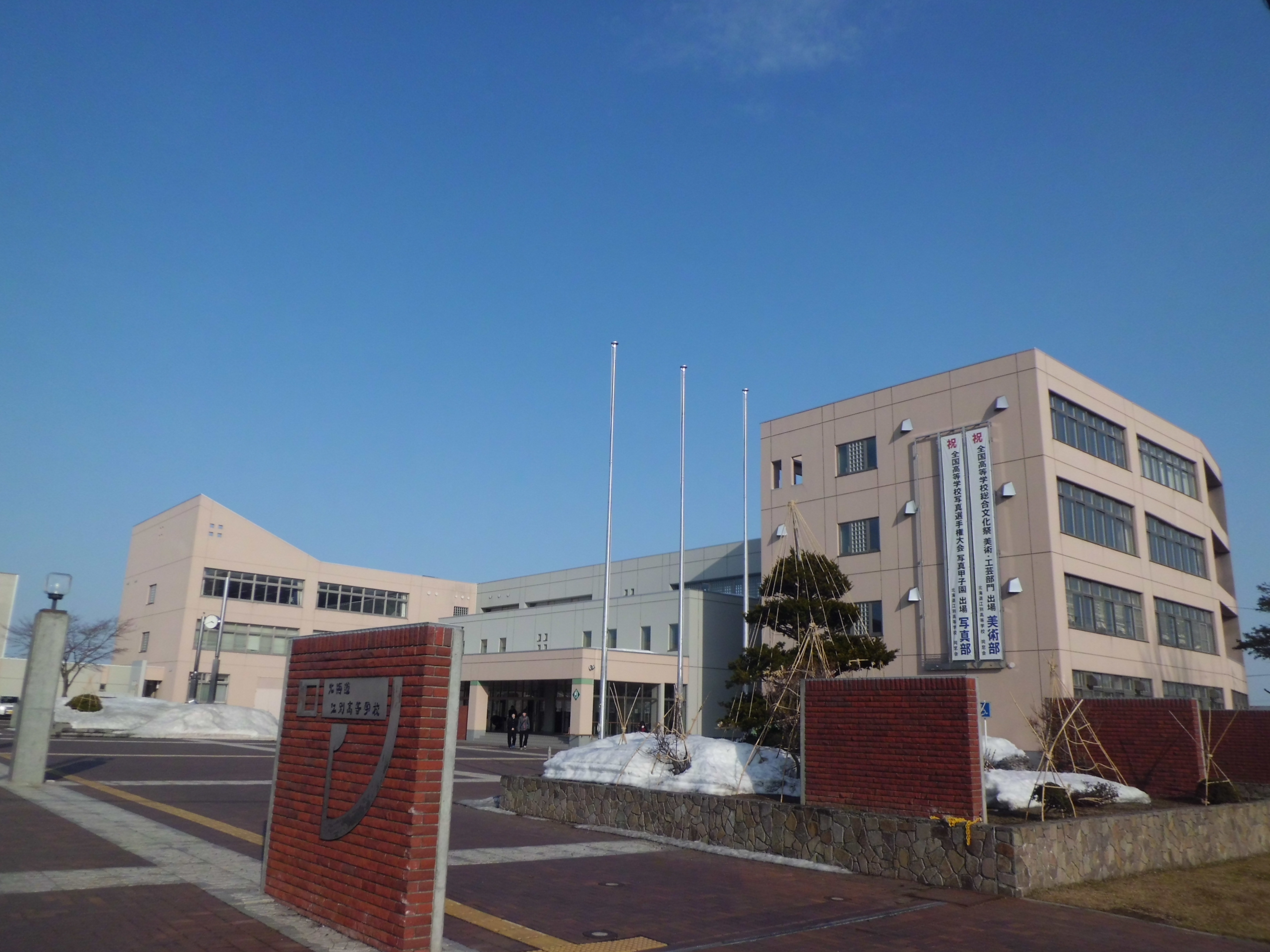
江別高等学校
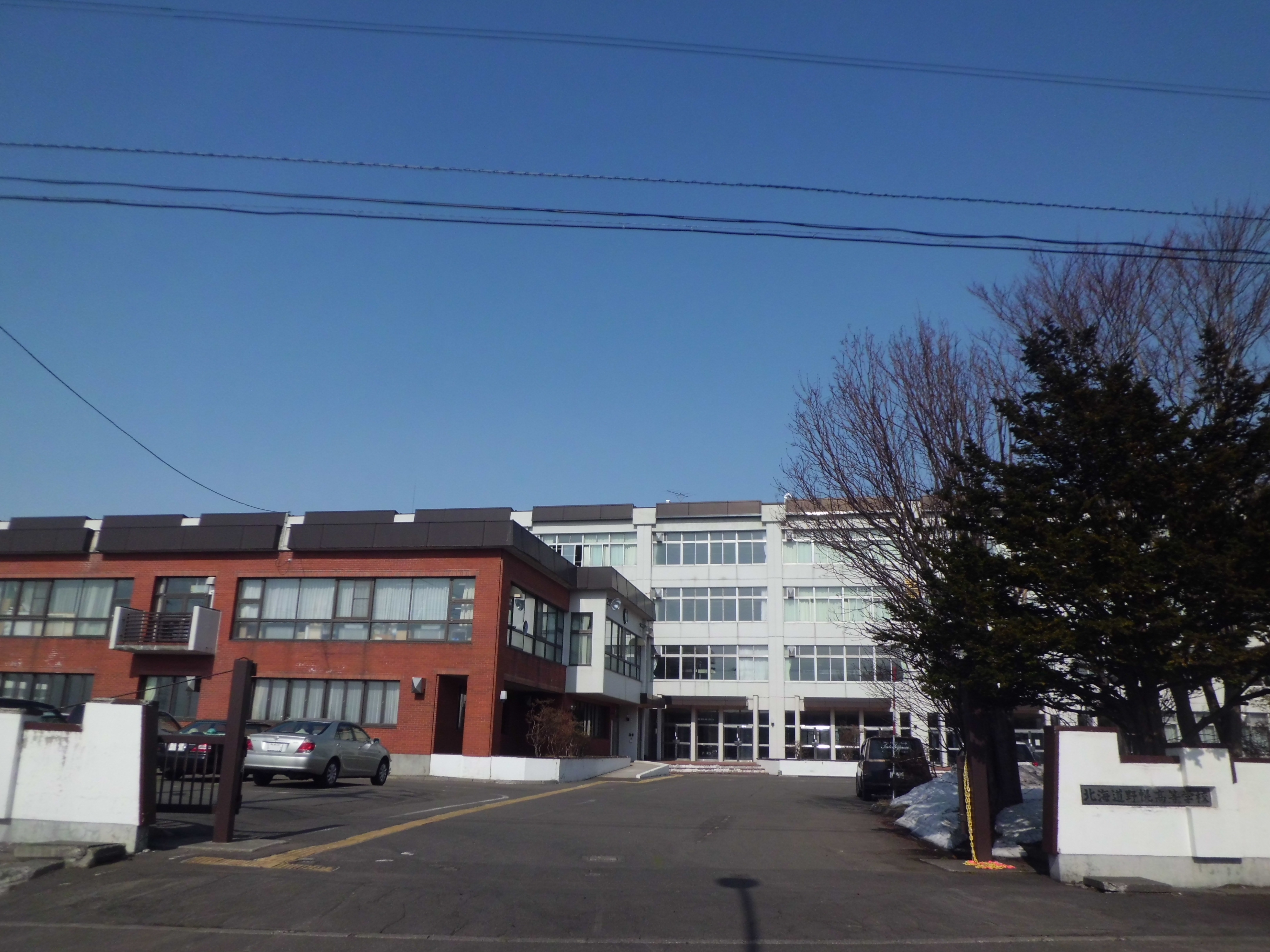
野幌高等学校
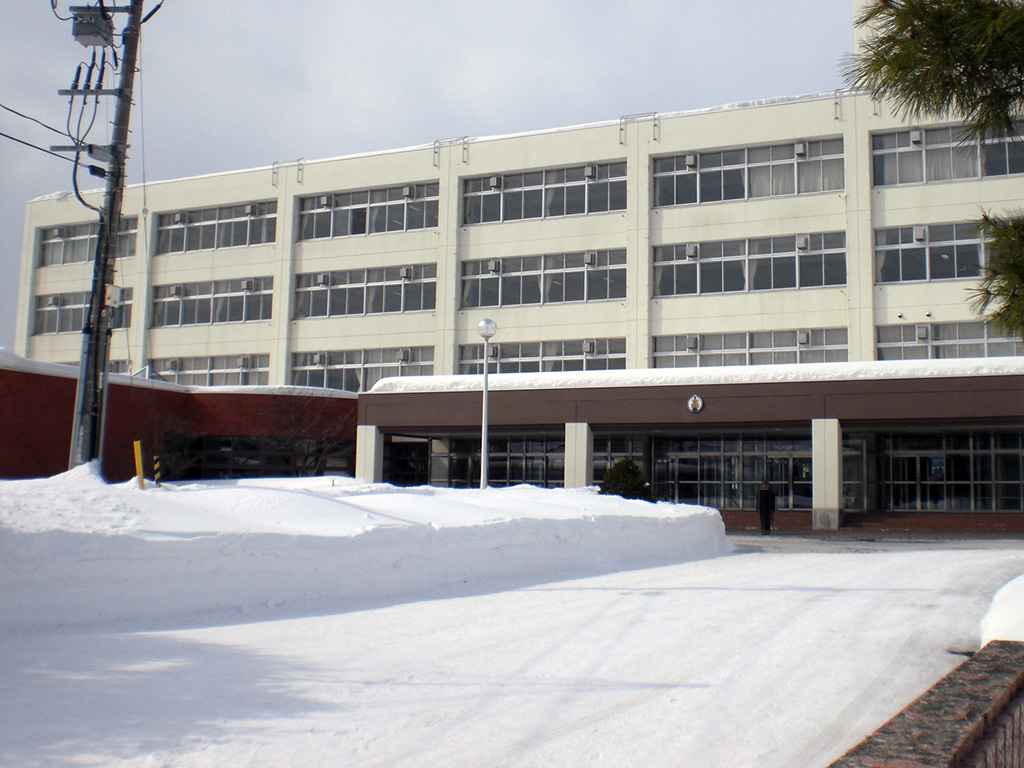
大麻高等学校
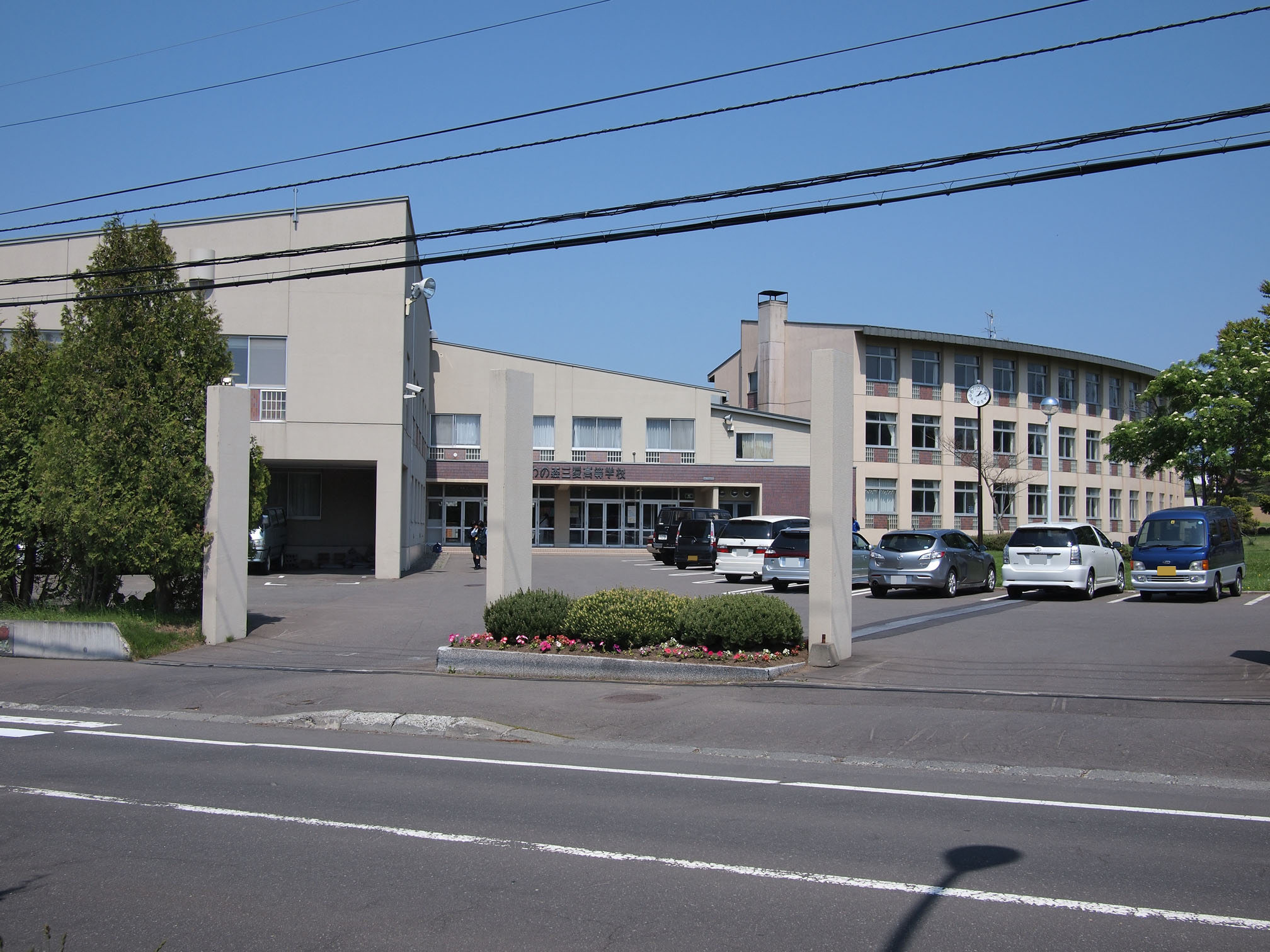
とわの森三愛高等学校
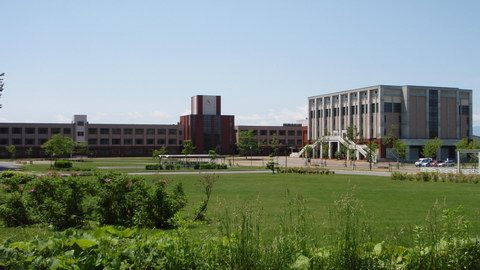
立命館慶祥高等学校
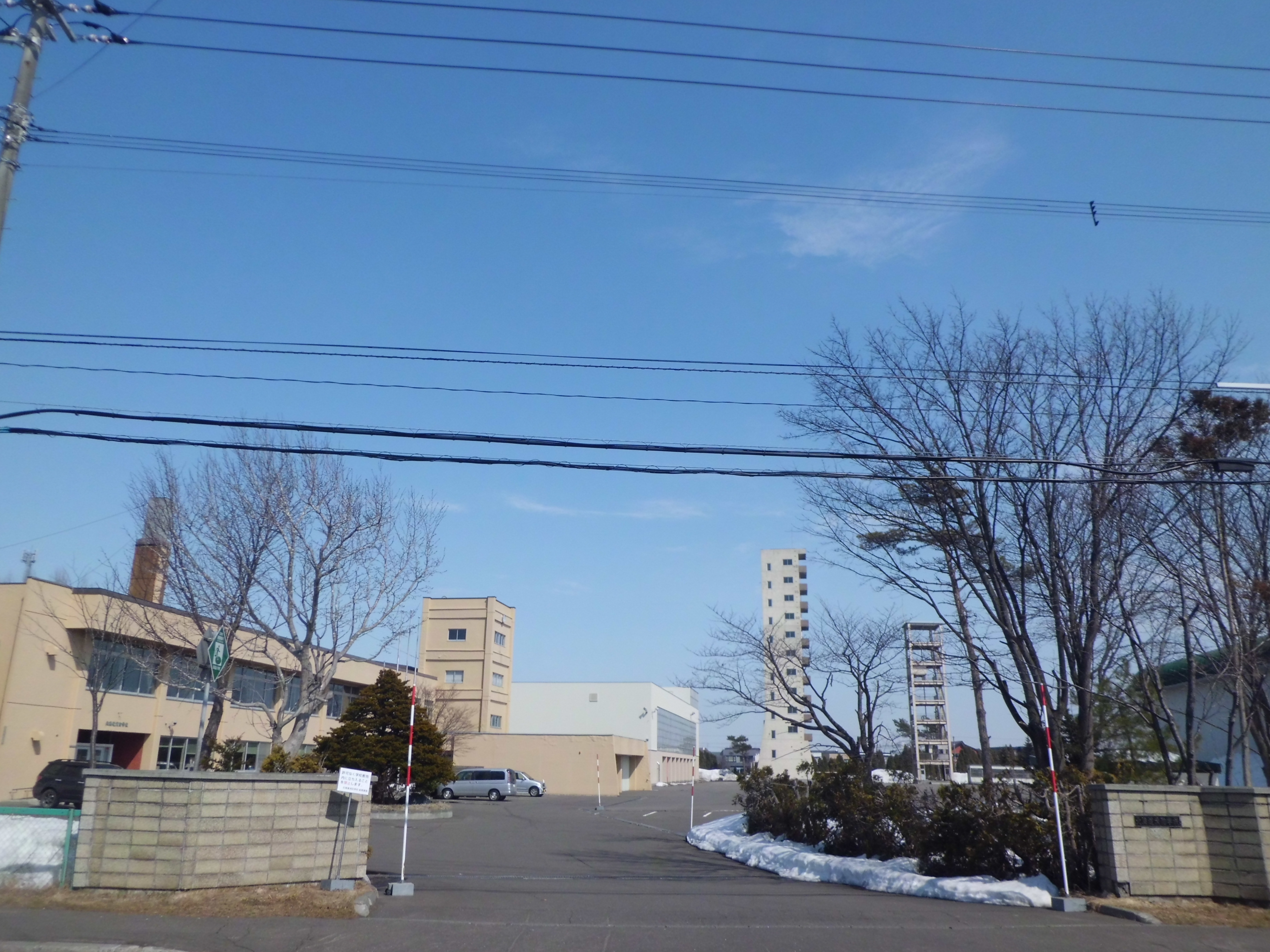
北海道消防学校

## 文化施設・生涯学習施設・社会教育施設の一覧

### 市民会館・公民館
- 江別市民会館
- 江別市中央公民館・コミュニティセンター
- 江別市野幌公民館
- 江別市大麻公民館・江別市民文化ホール（えぽあホール）

### 博物館・美術館
- 北海道立埋蔵文化財センター

- 江別市郷土資料館
  - 江別市屯田資料館
- 江別市セラミックアートセンター
- 江別市ガラス工芸館

### 図書館
- 北海道立図書館
- 北海道立文書館
- 江別市情報図書館

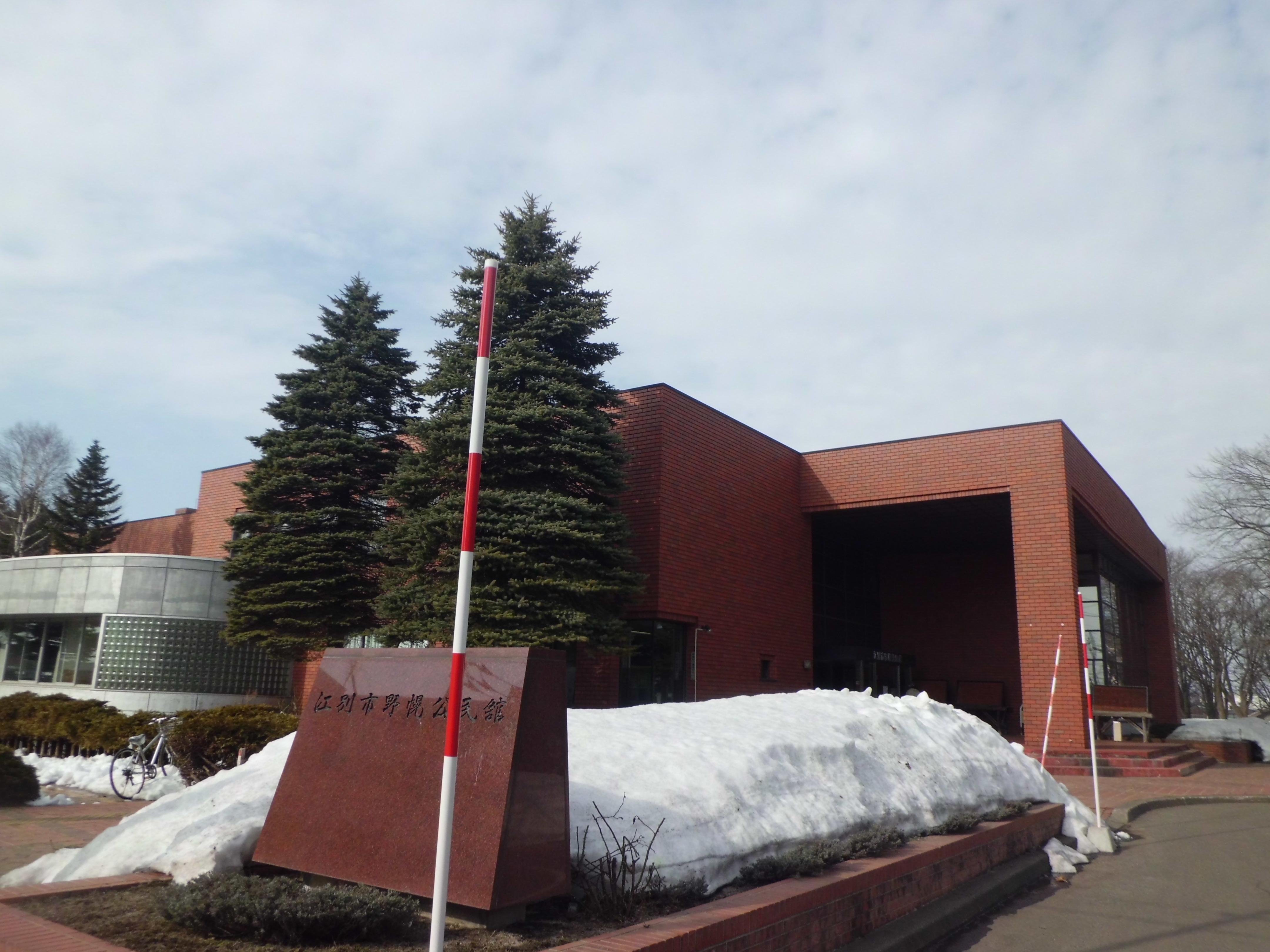
江別市野幌公民館
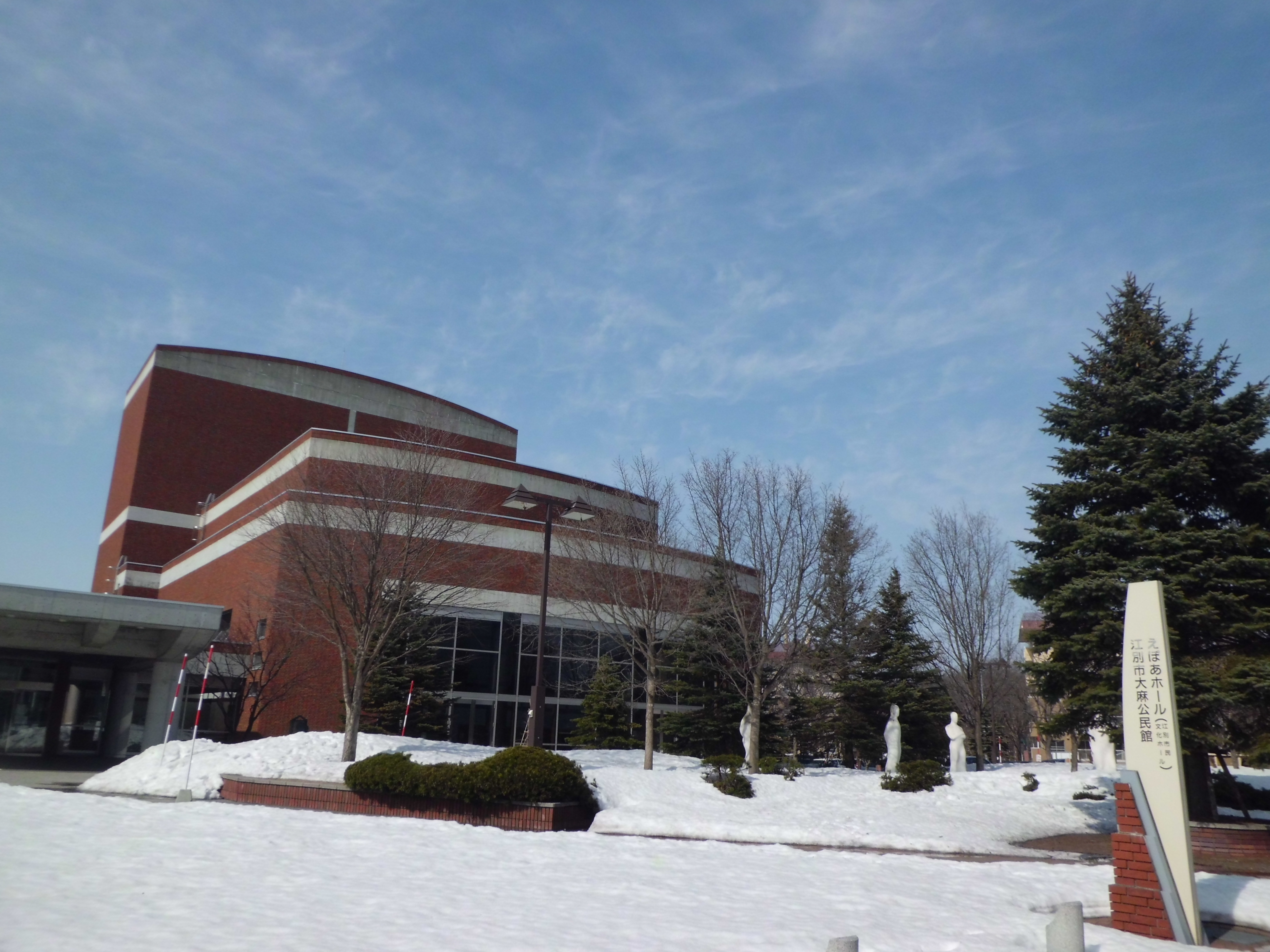
江別市民文化ホール（えぽあホール）・江別市大麻公民館
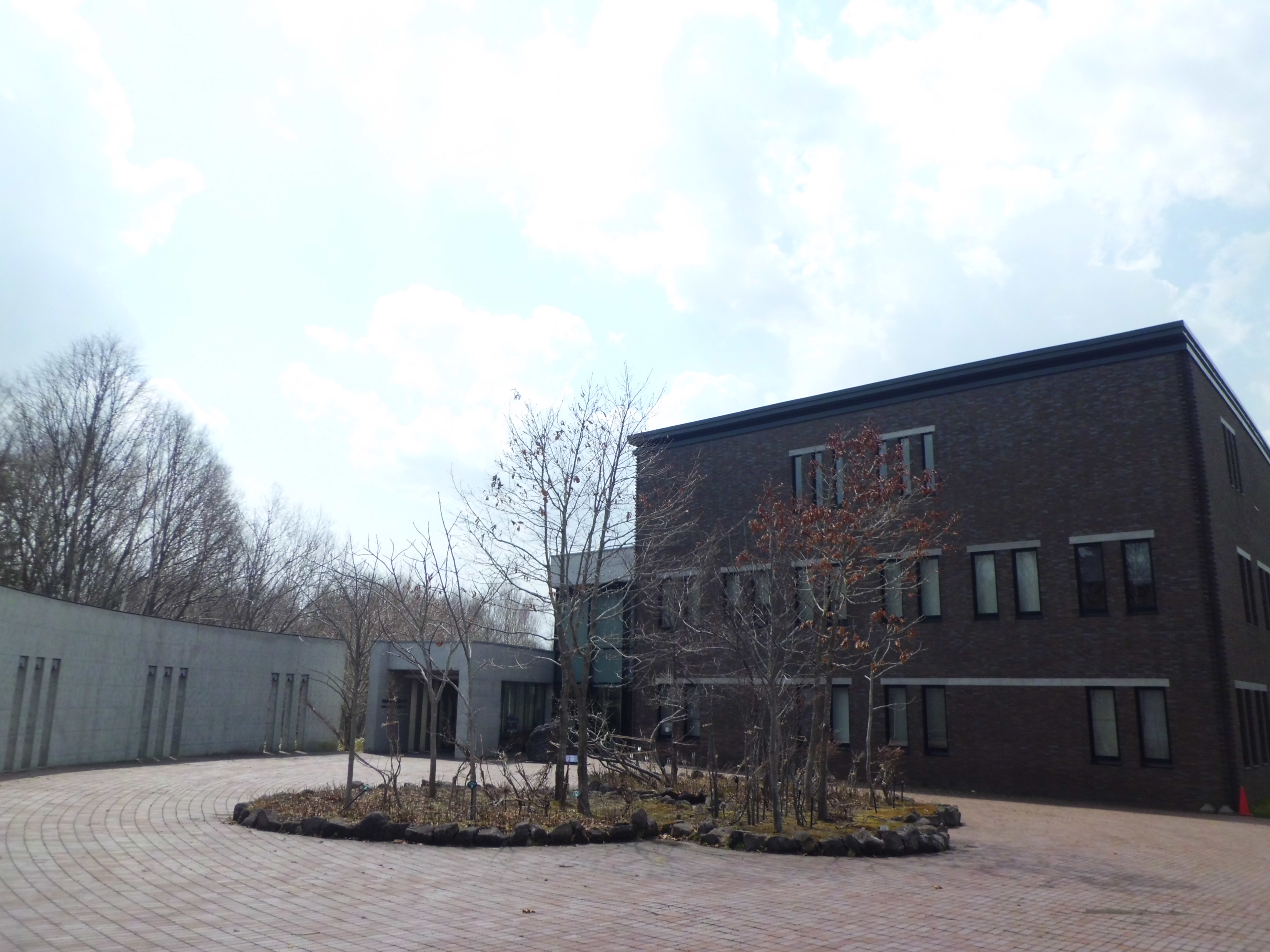
北海道埋蔵文化財センター
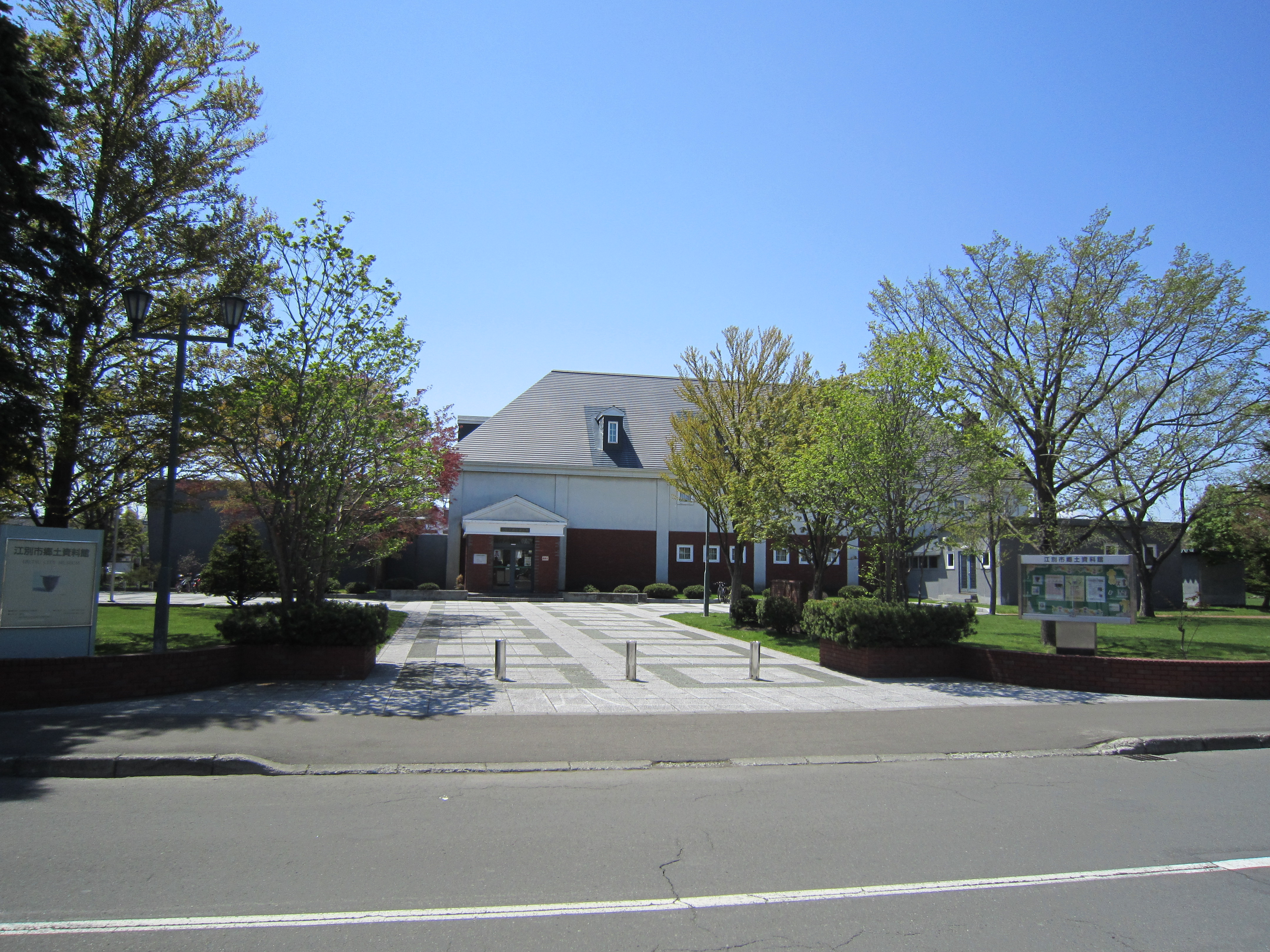
江別市郷土資料館
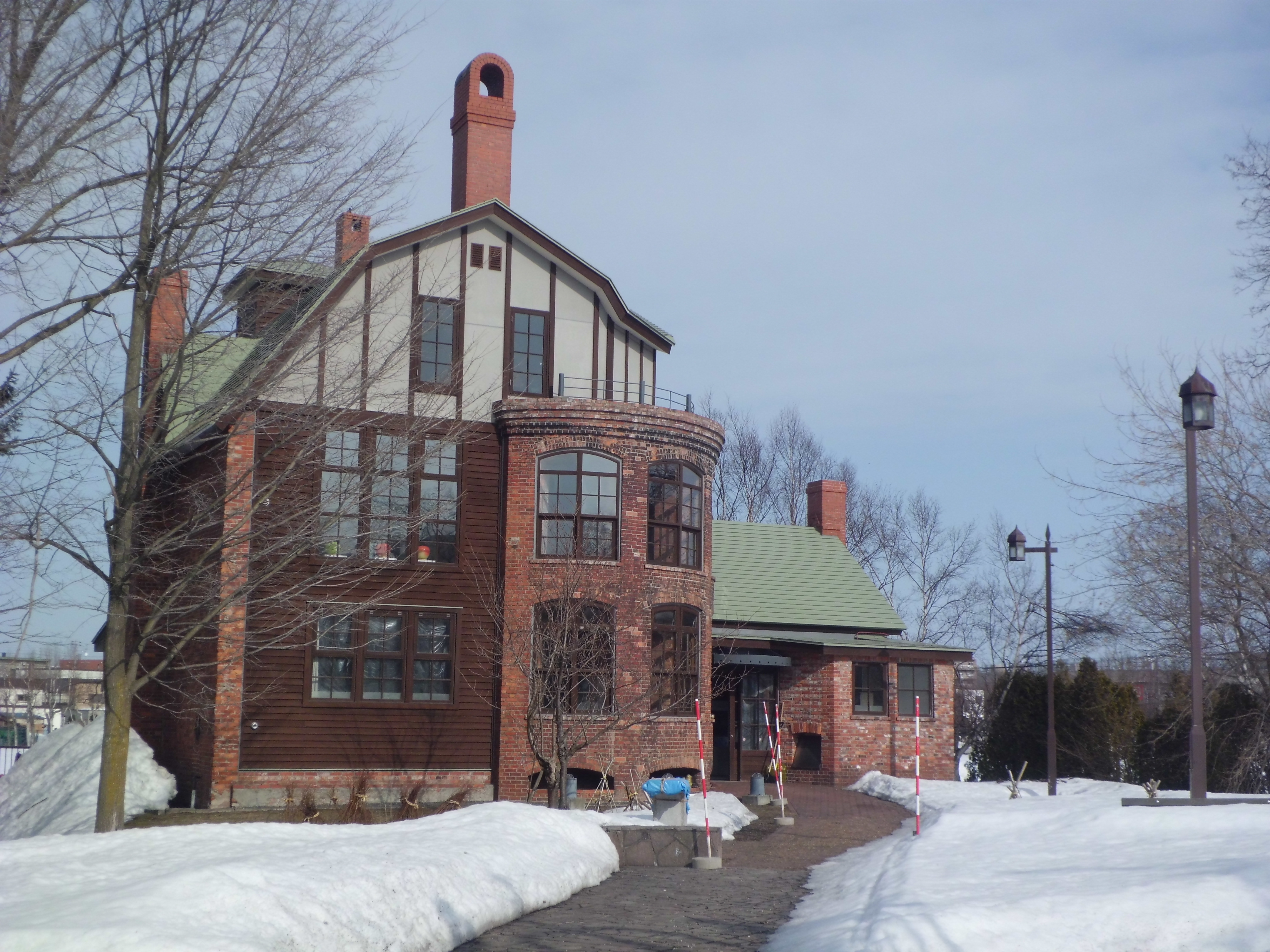
江別市ガラス工芸館
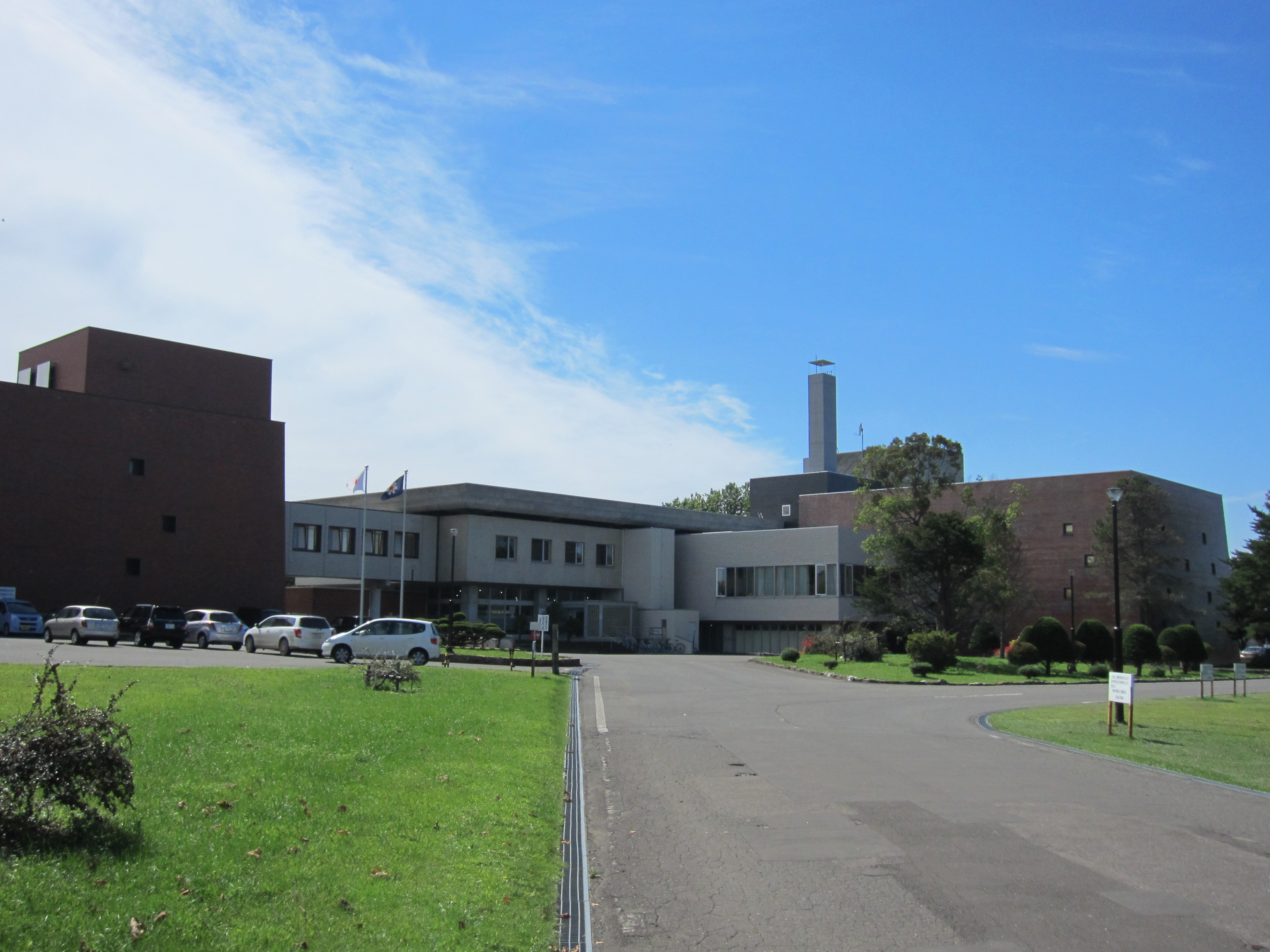
北海道立図書館
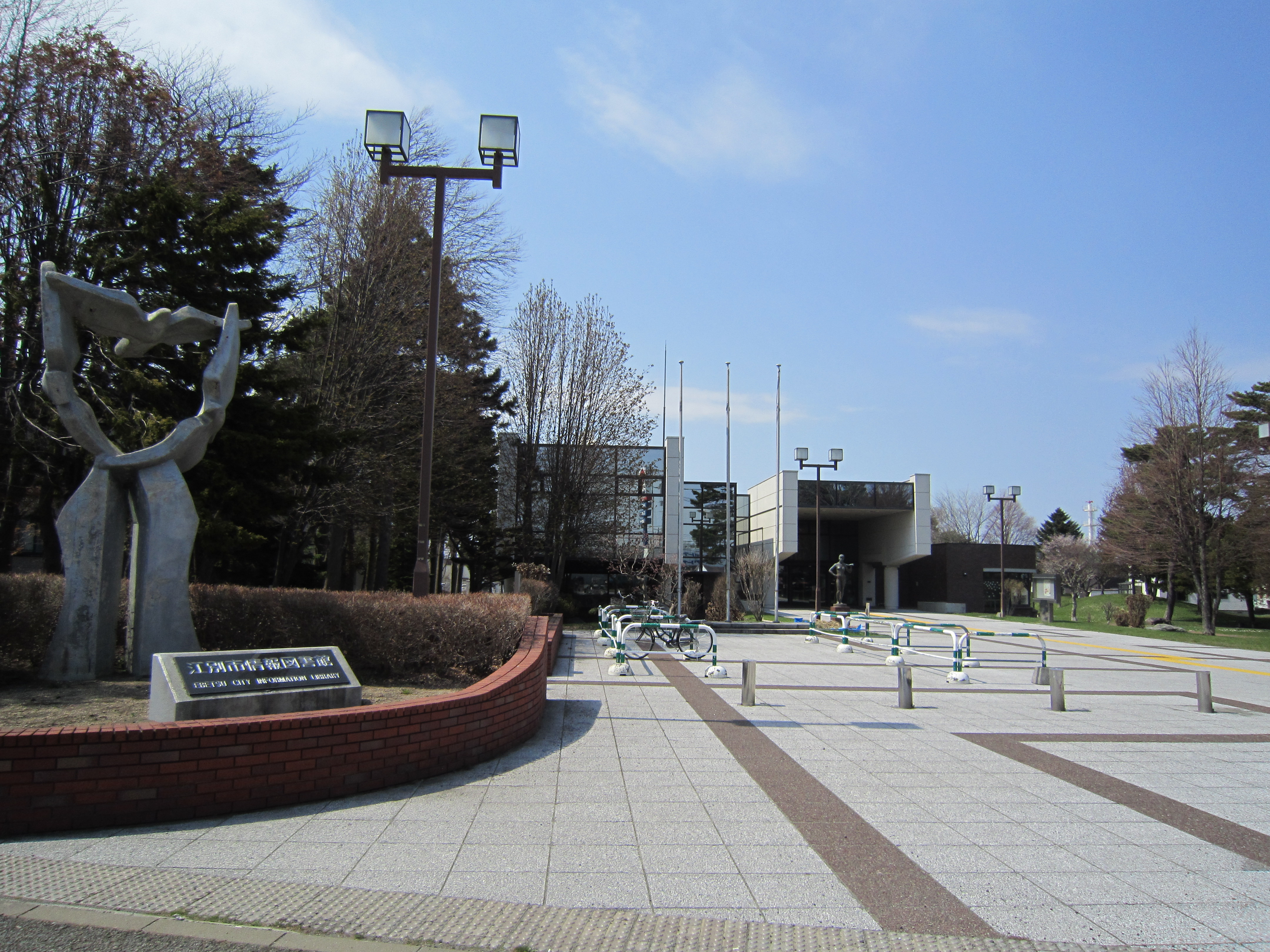
江別市情報図書館

## 研究施設の一覧

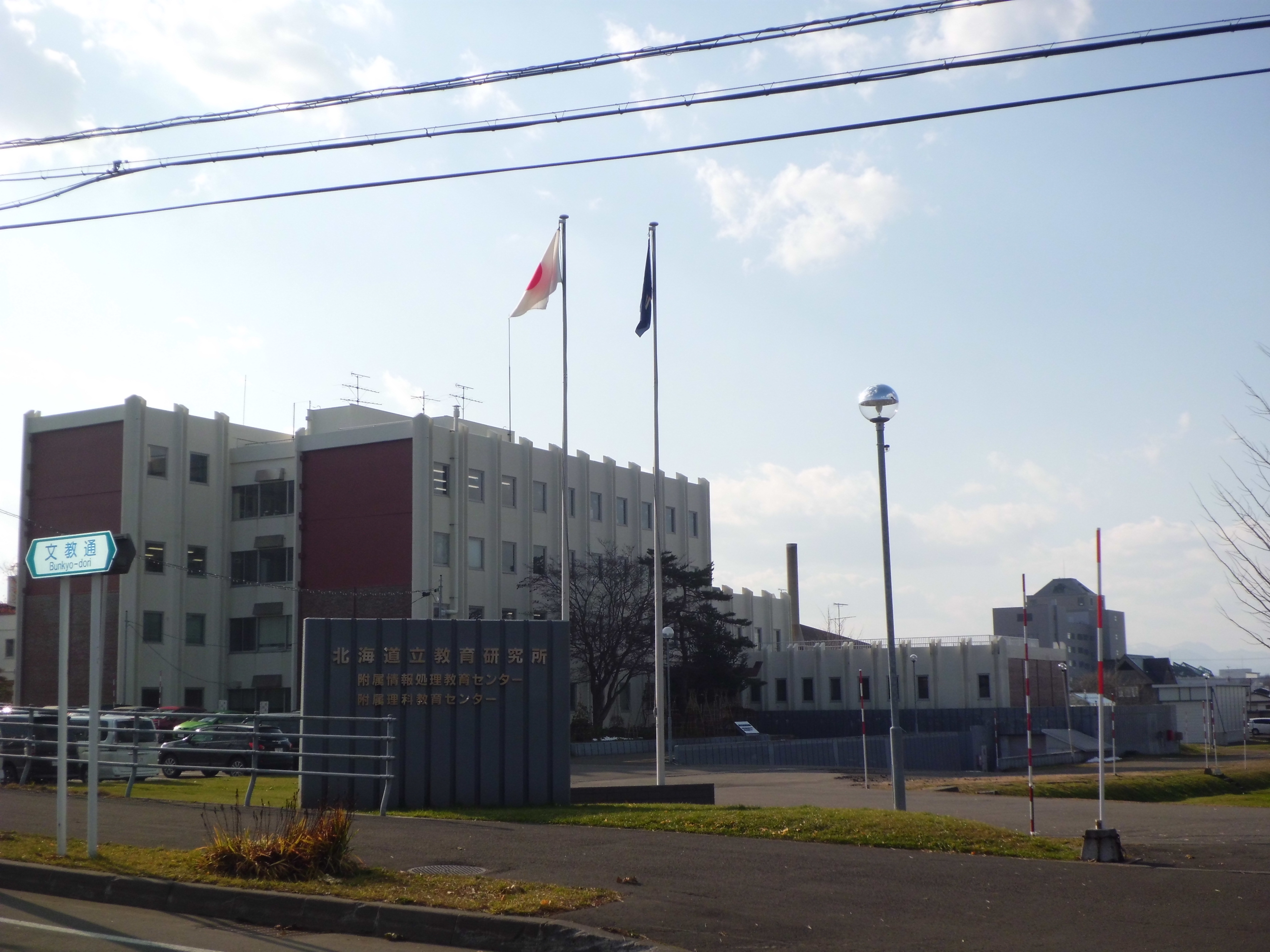
北海道立教育研究所
  - 附属情報処理教育センター
  - 附属理科教育センター
- 北海道立総合研究機構産業技術研究本部食品加工研究センター
- 森林研究・整備機構林木育種センター北海道育種場  - 北海道立教育研究所

## 大学等との連携協定
えべつ未来づくりプラットフォーム連携協定
- 江別市と市内4大学1短期大学（札幌学院大学・北翔大学・北翔大学短期大学部・北海道情報大学・酪農学園大学）並びに江別商工会議所は、産学官連携・協働による地域貢献と高等教育の活性化を目的とした「えべつ未来づくりプラットフォーム連携協定」を締結について、2019年（令和元年）8月5日、札幌学院大学にて調印式を実施した。[6]

包括連携協定
- 江別市と市内4大学（札幌学院大学・北翔大学・北海道情報大学・酪農学園大学）並びに江別商工会議所は、「江別市・大学・江別商工会議所による包括連携・協力に関する協定書」を締結し、2009年（平成21年）2月5日、江別市役所にて調印式を実施した。[6]

その他の連携協定
- 食と健康と情報に係る連携と協力に関する協定 - 2010年（平成22年）2月16日に北海道情報大学・北海道立食品加工研究センター・江別市が締結した。[6]
- 食品産業の振興と集積促進に係る連携 - 2009年（平成21年）3月10日に酪農学園大学・北海道道立食品加工研究センター・江別市が締結した。[6]

## 小中学校・教育委員会の取り組み
小中学校・教育委員会の特徴的な取り組みとして以下のものが挙げられる。
「令和６年度「子どもが輝く えべつの小中学校」」参照
小中一貫教育
- 江別市の教育の充実を目的として、2022年度（令和4年度）に先行導入した第二中学校区 （モデル校区）に続き、2023年度（令和5年度）から全ての市立小・中学校で「小中一貫教育」 を実施している。 中学校区で「中学校卒業時点での目指す子ども像」を共有し、学校・家庭・地域が協力しながら生徒・児童を育てている。また、学習や学校生活の基本的なルールを中学校区で揃え、一貫した指導と系統的な指導を行い、目指す子ども像の実現に向けた取組を行っている。
- 具体的な取り組みとして、以下のものが挙げられる。
  - 目指す子ども像の共有
  - 小中の基本的な指導方法等の共通化
  - 小中のつながりを意識した授業
  - 小学6年生の中学校体験登校
  - 小中合同授業
  - 相互乗り入れ授業

えべつ型コミュニティ・スクール事業
- 学校に、保護者や地域住民等で構成する学校運営委員会を設置し、子どもの教育や学校運営に関して話し合うなど、学校・家庭・地域が一体となって児童・生徒を育てていく学校づくりを行っている。また、コミュニティ・スクールと関連の強い、小中一貫教育の取り組み等を支えるため、学校と地域の連携・協力体制をより一層、強化している。

ICTを活用した授業
- 小中学校に整備したICT機器を活用し、Society5.0時代に 必要な情報活用能力を育成していくとともに、進んで学習に取り組み、周りの人たちと共に考える授業を進め、児童・生徒の学ぶ力の育成を図っている。
- 具体的な取り組みとして、以下のものが挙げられる。
  - 全小中学校にAIドリルを整備
  - 全小中学校に一人一台児童生徒用タブレット端末を配置
  - 多機能大型ディスプレイを全小中学校の全学級に配置
  - 全小中学校に指導者用デジタル教科書を整備（主要5教科）

体力向上の取組
- 北翔大学の協力のもと、「走る」・「跳ぶ」・「投げる」など体を動かす遊びを中心とした運動プログラム（「江別がときめくスポーツにトライ大作戦」）や小学校を対象にした走り方教室を実践することで、 あらゆるスポーツや運動の基礎的能力を高める取組を行っている。

複数教員による学習支援
- 学校における多様な学習機会を提供するため、学習サポート教員（退職教員など）を全ての小中学校に派遣し、 複数の教員が指導するティーム・ティーチングや、放課後・ 長期休業中の学習支援を行っている。

小学１年生からの外国語教育
- 江別市の小学校では、1年生からの外国語活動を道内でいち早く取り入れた。小さいころからネイティブの英語に慣れ親しみ、異文化を理解し尊重する態度や他者とのコミュニケーション能力を伸ばす教育に取り組んでいる。また、約10名の外国語指導助手を各小中学校へ派遣している。

学校給食に関する取り組み
- 江別市の学校給食では、給食の献立を生きた教材にして、栄養教諭が子どもたちに「食の指導」 を行っている。他にも、江別産の米や野菜の積極的な使用や季節に合ったメニューや行事食を提供、、子どもたちが選択したデザートや江別産のビン牛乳を提供する「リザーブ給食」、「食育弁当の日」を全小中学校で実施するなど、様々な取り組みを行っている

その他
- 特別支援教育の充実 - 特別な支援や配慮が必要な児童生徒一人ひとりの教育的ニーズを把握し、生活や学習上の困難を改善又は克服する ための支援を行っている。
- 姉妹都市・友好都市との交流 - 異なる文化に対する理解の促進や、社会性を育むため、姉妹都市（グレシャム市）・友好都市（土佐市）との相互交流事業を実施し、体験入学やホームステイを行っている。
- 学校施設の整備 - 児童・生徒が安全で充実した学校生活を送ることができる よう、学校施設の整備や改修等を行っている。
- 相談支援体制の充実 - いじめ・不登校・家庭環境など、様々な悩みを抱える児童 生徒の悩みの解消に向けた相談支援を行っている。
- 野外宿泊体験 - 青少年キャンプ村「こんがり王国」は、自然豊かな環境の中で、高校生や大学生のリーダーとともに過ごす、子どものキャンプは江別市でしか体験することのできない江別市独自の行事である。
- 就学援助制度の拡充 - 経済的理由により、小中学校でかかる経費の負担が困難な家庭に対し、学用品費、給食費、修学旅行費、PTA会費、生徒会費などを支給している。

## 歴史

### 沿革
江別市の教育に関する沿革は以下の通りである。
- 1877年（明治10年）：対雁移民教育所（現在の対雁小学校）が開設。
- 1879年（明治12年）：対雁移民教育所が独立校舎を設け、対雁学校と改称。
- 1886年（明治19年）：公立江別東学校（後の江別小学校）、公立江別西学校（現在の江別第二小学校）が開校。
- 1889年（明治22年）：公立篠津小学校（旧篠津小学校）が開校。
- 1892年（明治25年）：私立江別町（市街地）尋常小学校が開校。
- 1896年（明治29年）：野幌小学校が開校（1891年より寺子屋式教育を開始）。
- 1898年（明治31年）：幌向太分教場（現在の豊幌小学校）が開設、第一原野に簡易教育所（旧江北小学校）が開所。
- 1899年（明治32年）：江別尋常高等小学校が開校（江東小学校と江別町小学校の合併）。
- 1901年（明治34年）：麻畑簡易教育所（現在の大麻小学校）が開所（1956年に寺子屋式で開始）。
- 1902年（明治35年）：三原小学校（旧美原小学校）が開校～簡易小学校。
- 1905年（明治38年）：志分別に簡易教育所が開所（1916年に野幌小学校に合併）。
- 1919年（大正8年）：公立西角山小学校（現在の角山小学校）が開校。
- 1929年（昭和4年）：町立江別実科高等女学校が開校（1932年に町立北海道江別高等女学校に改称）、江別第三尋常小学校（後の江別第三小学校）の開校～江別尋常小より分離独立。
- 1933年（昭和8年）：江別高等女学校が庁立に移管。
- 1940年（昭和15年）：八幡小学校が開校（浦篠津分教場が独立）。
- 1942年（昭和17年）：野幌機農学校が開校。
- 1947年（昭和22年）：学制改革により江別第一中学校、江別第二中学校、江別第三中学校及び江別第一中学校美原分校（旧美原中学校）、江別第二中学校野幌分校（現在の野幌中学校）、江別第三中篠津分校（旧篠津中学校）を開校。
- 1948年（昭和23年）：野幌中学校が開校（江別第二中学校野幌分校が独立）、江別高等女学校を江別高校に改編、野幌機農高校が開校、新野幌小学校が開校、野幌高校の開校（道内唯一の季節定時制農業高校）。
- 1949年（昭和24年）：江別太小学校が開校、酪農学園大学部（２年制各種学校）が開校、下の月小学校が開校。
- 1955年（昭和30年）：江別第三中学校八幡分校（旧八幡中学校）が開校。
- 1958年（昭和33年）：酪農学園女子高校（現在のとわの森三愛高校）が開校、公民館が完成、市立江別高等看護学院が開校。
- 1959年（昭和34年）：江別高校が校舎の大半を焼失
- 1960年（昭和35年）：江別第三中学校角山分校（旧角山中学校）が開校、酪農学園大学（国内初の酪農専門大学）が開学、江別小学校に初の学校プール設置、江別高校新校舎が向ヶ丘に完成。
- 1962年（昭和37年）：江別小学校・豊幌小学校で初の完全給食実施。
- 1964年（昭和39年）：東野幌小学校が開校。
- 1965年（昭和40年）：北海道消防学校が札幌市から新築移転。
- 1966年（昭和41年）：新野幌小学校が廃校、北海道女子短期大学が開学、江北中学校が開校（美原中学校、篠津中学校、八幡中学校の3校統合）、第二公民館の開館（野幌公民館の前身）。
- 1967年（昭和42年）：道立図書館が札幌市から移転開館、江北中学校で初のスクールバス運行開始。
- 1968年（昭和43年）：札幌商科大学（現在の札幌学院大学）が開学、江別小学校体育館で学校開放事業の開始、江北小学校が開校、大麻中学校が開校。
- 1969年（昭和44年）：学校給食センター業務開始、大麻東小学校が開校、道立教育研究所が札幌市から移転新築。
- 1971年（昭和46年）：江別市勤労青少年体育センターが完成、・八幡小学校が篠津小学校に統合、大麻西小学校が開校。
- 1972年（昭和47年）：東野幌青少年会館が開設、青年センター温水プールオープン、野幌高校に全日制普通科設置。
- 1973年（昭和48年）：北海道農業協同組合学校が開校、若草乳児保育園が開設。
- 1974年（昭和49年）：大麻公民館が開館、・第二給食センター（対雁調理場）が完成。
- 1975年（昭和50年）：緑町に言語治療教室（ことばの教室）の開設（1977年、中央小学校に移設）
- 1976年（昭和51年）：江別第一中学校に情緒障害児学級開設（道内初）。
- 1977年（昭和52年）：中央小学校が開校、肢体不自由児通園施設あゆみ園が開設。
- 1978年（昭和53年）：弥生保育園が開設、三愛女子高校が縦貫道建設に伴い移転、野幌高校が西野幌から元野幌へ新築移転。
- 1979年（昭和54年）：白樺保育所が新築移転、大麻東中学校が開校、学校給食に米飯給食導入。
- 1980年（昭和55年）：下の月小学校が廃校（江別小学校へ統合）、野幌中学校の新築移転。
- 1981年（昭和56年）：市立高等看護学院が廃止。
- 1982年（昭和57年）：角山小学校・角山中学校の新校舎完成。
- 1983年（昭和58年）：江陽中学校が開校。
- 1984年（昭和59年）：野幌若葉小学校・大麻高校が開校、札幌商科大学が大学名を札幌学院大学に改称、麻の実児童センターオープン、野幌公民館の新築移転。
- 1985年（昭和60年）：RTN構想（先端技術等研究施設の集積）の決定。
- 1986年（昭和61年）：北光小学校が開校（篠津小学校、江北小学校、美原小学校の3校統合）、RTNゾーンに雪印種苗バイオ技術研究所が進出。
- 1987年（昭和62年）：文京台小学校が開校、雪印種苗技術研究所の開所（RTN第1号）
- 1988年（昭和63年）：とわの森三愛高校が開校（三愛女子高と酪農学園大学付属高校を統合し男女共学化）、市教委のレッツイングリッシュ事業スタート。
- 1989年（平成元年）：RTN第1工区に北海道情報大学が開学、セロテック研究所が開業、情報図書館が開館、中央公民館・コミュニティセンターがオープン。
- 1990年（平成2年）：情報図書館と市内中学校との情報オンライン化スタート。
- 1991年（平成3年）：郷土資料館の開館。
- 1992年（平成4年）：道立食品加工研究センターが開所、野幌小学校の特認校制度開始、市内小中学校で学校週5日制（隔週）スタート。
- 1993年（平成5年）：中央中学校が開校、RTN第2工区が日本デジタル研究所開業。
- 1994年（平成6年）：ガラス工芸館が開館、セラミックアートセンターオープン。
- 1995年（平成7年）：屯田資料館が開館。
- 1996年（平成8年）：野幌小学校の新校舎完成、江別高校が向ヶ丘から上江別に新築移転、萩ヶ岡児童センターの開所、・ほくでん総合研究所の開所。
- 1997年（平成9年）：いずみ野小学校が開校、立命館大学慶祥高校の開校、市民文化ホール（えぽあホール）オープン、大麻公民館の新築移転。
- 1998年（平成10年）：森の子児童センターの開所。
- 1999年（平成11年）：上江別小学校が開校、道立埋蔵文化財センターが開館。
- 2000年（平成12年）：北海道女子大学が大学名を北海道浅井学園大学と改称し男女共学になる。
- 2001年（平成13年）：学校給食センターが中央町から元野幌に新築移転。
- 2002年（平成14年）：完全学校週5日制始まる。
- 2003年（平成15年）：野幌ひまわり児童センターオープン。
- 2005年（平成17年）：小中学校の学校選択制による新1年生の入学開始、・北海道浅井学園大学が大学名を浅井学園大学に改称。
- 2007年（平成19年）：浅井学園大学が大学名を北翔大学に改称。
- 2009年（平成21年）：市と市内４大学、江別商工会議所が「包括連携・協力に関する協定書」に調印。
- 2010年（平成22年）：認定こども園あけぼののびのび保育園開園。
- 2011年（平成23年）：江北中学校が廃校（江別第三中学校に統合）。
- 2012年（平成24年）：小中学校で二学期制導入。
- 2013年（平成25年）：角山中学校が廃校（中央中学校に統合）。
- 2015年（平成27年）：札幌盲学校が廃校（札幌に統合）。
- 2016年（平成28年）：江別第一小学校が開校（江別小学校及び江別第三小学校の統合）、よつば保育園が開設（白樺保育園と若草乳児保育園の統合）。
- 2018年（平成30年）：角山小学校が廃校（対雁小学校に統合）。